# Шкрібляк Анатолій Васильович
Шкрібляк Анатолій Васильович (нар. 3 жовтня 1973, с. Яворів, Косівський район, Івано-Франківська область) — український політик. Народний депутат України 5-го скликання з кінця травня 2006 року. Обраний від Блоку «Наша Україна» (№ 78 у списку).

## Життєпис
Закінчив Київський державний університет імені Тараса Шевченка (2003), фізик.
- 1995–1998 — займався художнім промислом[яким?].
- 1999–2000 — заступник директора ТОВ «Авгур», м. Київ.
- 2000–2001 — президент ТОВ «Нафтагазтрейд», м. Київ.
- 2002–2006 — заступник генерального директора із загальних питань ТОВ фірма «ТехНова», м. Київ.

Член Комітету Верховної Ради з питань бюджету. Член групи з міжпарламентських зв'язків з Китайською Народною Республікою.
Безпартійний.